# Kanton Carmaux-Sud
Der Kanton Carmaux-Sud war von 1973 bis 2015 ein französischer Wahlkreis im Arrondissement Albi, im Département Tarn und in der Region Midi-Pyrénées. Hauptort war Carmaux.

## Gemeinden
Der Kanton bestand aus dem südlichen Teil der Stadt Carmaux (angegeben ist hier die Gesamteinwohnerzahl, im Kanton selbst lebten etwa 4.100 Einwohner der Stadt) und weiteren drei Gemeinden:
| Gemeinde           | Einwohner Jahr | Fläche km² | Bevölkerungsdichte | Code INSEE | Postleitzahl |
| ------------------ | -------------- | ---------- | ------------------ | ---------- | ------------ |
| Blaye-les-Mines    | 3.073 (2013)   | 8,88       | 346 Einw./km²      | 81033      | 81400        |
| Carmaux            | 9.688 (2013)   | –          | – Einw./km²        | 81060      | 81400        |
| Labastide-Gabausse | 471 (2013)     | 12,18      | 39 Einw./km²       | 81114      | 81400        |
| Taïx               | 429 (2013)     | 4,76       | 90 Einw./km²       | 81291      | 81130        |

## Geschichte
1973 wurde der frühere Kanton Carmaux in die Kantone Carmaux-Nord und Carmaux-Sud aufgeteilt.